# Pasto (Colombia)
Pasto è una città della Colombia, capoluogo del dipartimento di Nariño. La città è stata centro amministrativo, culturale e religiose della regione fin dai tempi coloniali. È conosciuta anche come la Ciudad Sorpresa de Colombia.
In qualità di capoluogo di provincia, ospita la sede del governo di Nariño, l'Assemblea di dipartimento, il Tribunale distrettuale, il procuratore generale, e le istituzioni quartier generale degli enti governativi.

## Toponomastica
Il nome del comune e della città deriva dal nome di erbe indigene Pastos, Pas = persone e to= terra o gente della terra, che ha vissuto nella Valle Atriz all'arrivo dei conquistadores spagnoli.

## Storia
Fu fondata da Sebastián de Belalcázar, uno dei luogotenenti di Francisco Pizarro nel 1537 sul sito è ora occupato dalla popolazione di Yacuanquer e successivamente trasferito nella sua attuale situazione ha avuto luogo quando arrivò Aldana a pacificare la regione nel 1539.

## Geografia fisica

### Clima

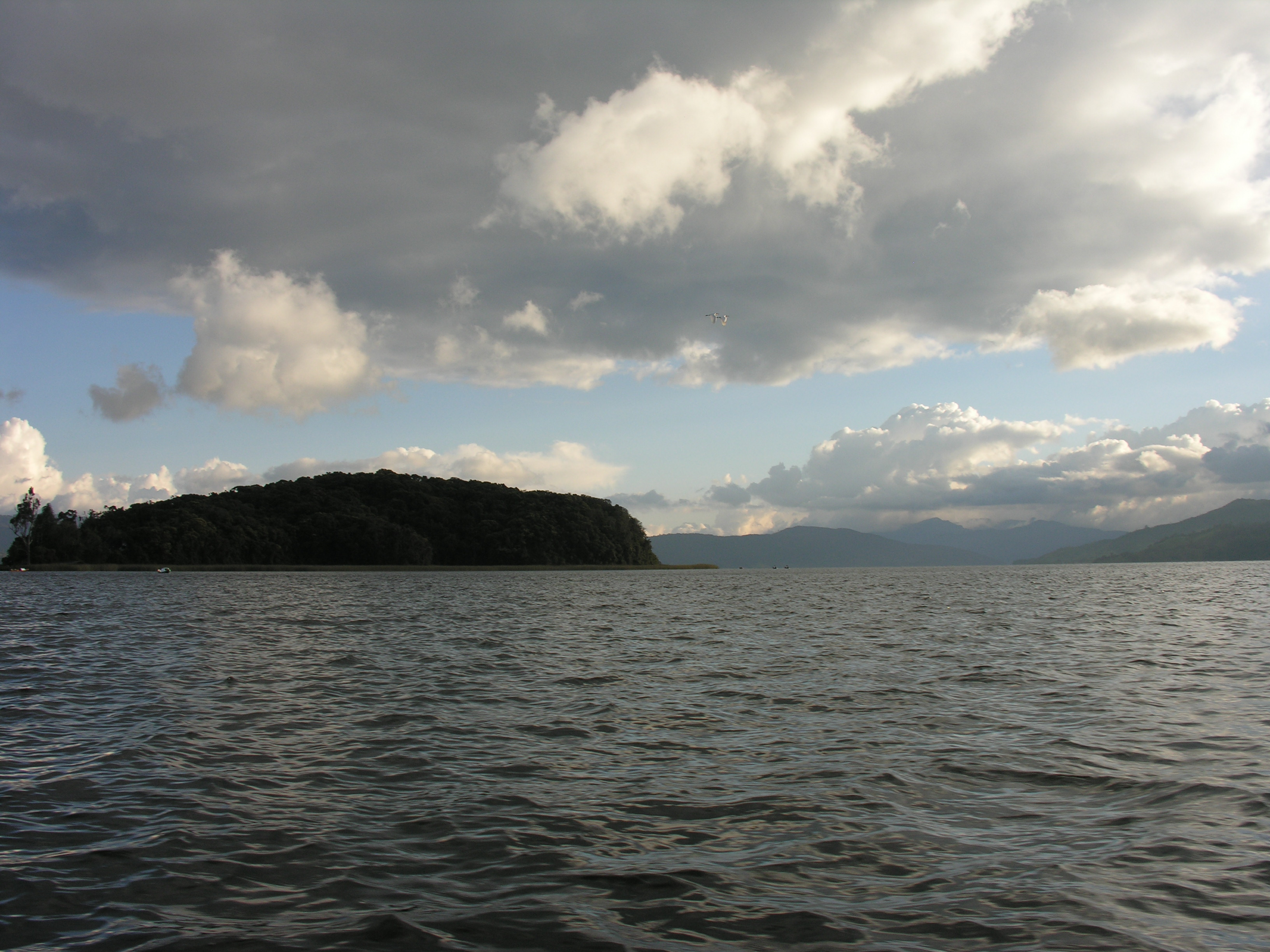
Laguna de la Cocha

Poiché la città si trova in una valle andina sui 2.527 metri ai piedi del vulcano Galeras la precipitazione e la nuvolosità sono abbastanza alti. La temperatura media annuale è di 13,3 °C, la visibilità è di 10 km e l'umidità è dal 60% all'88%.
| Ideam - Pasto       | Mesi | Mesi | Mesi | Mesi | Mesi | Mesi | Mesi | Mesi | Mesi | Mesi | Mesi | Mesi | Stagioni | Stagioni | Stagioni | Stagioni | Anno |
| Ideam - Pasto       | Gen  | Feb  | Mar  | Apr  | Mag  | Giu  | Lug  | Ago  | Set  | Ott  | Nov  | Dic  | Inv      | Pri      | Est      | Aut      | Anno |
| ------------------- | ---- | ---- | ---- | ---- | ---- | ---- | ---- | ---- | ---- | ---- | ---- | ---- | -------- | -------- | -------- | -------- | ---- |
| T. max. media (°C)  | 17   | 16   | 17   | 17   | 17   | 16   | 15   | 16   | 17   | 17   | 18   | 16   | 16,3     | 17       | 15,7     | 17,3     | 16,6 |
| T. min. media (°C)  | 9    | 9    | 9    | 10   | 10   | 10   | 9    | 9    | 9    | 9    | 9    | 9    | 9        | 9,7      | 9,3      | 9        | 9,3  |
| Precipitazioni (mm) | 74   | 67   | 81   | 88   | 74   | 44   | 34   | 31   | 40   | 87   | 94   | 76   | 217      | 243      | 109      | 221      | 790  |